# Biology Direct
«Biology Direct» — міжнародний рецензований науковий журнал з відкритим доступом до публікацій, який публікує наукові дослідження і огляди в галузі біології та наук про життя. Заснований у 2006 році. Виходить на видавничій платформі BioMed Central. Всі статті в журналі ліцензовані ліцензією Creative Commons CC-BY-SA 4.0. Журнал почав першим використовувати систему відкритого рецензування статей.

## Тематика і розділи
Журнал «Biology Direct» публікує оригінальні наукові дослідження, обґрунтовані гіпотези, коментарі наукових експертів щодо певної теми, замітки про відкриття, огляди. 
Журнал публікує статті у таких розділах:
- Біоінформатика
- Еволюційна біологія
- Геноміка
- Математична біологія
- Некодуючі ДНК і РНК
- Структурна і молекулярна біологія
- Системна біологія

## Редакційна рада
На чолі журналу стоять 3 головних співредактори: Євген Кунін, Лаура Ландвебер (англ. Laura F. Landweber) та Девід Ліпман.
Кожен розділ також має одного або двох редакторів. До редакційної ради входять більше 50 науковців у галузі еволюційної біології, біоінформатики, геноміки, системної біології. Серед них Федір Кондрашов, Ерік ван Німвеген, Михайло Гельфанд, Аравінд Л Аєр, Сара Тейхманн.

## Історія
У першому номері журналу Biology Direct його співредактори проголосили його першою спробою ввести в наукову літературу нову систему рецензування.  У 2013 році 365 статей журналу, що вийшли за 7 років, були прочитані 2 мільйони разів. Статті журналу двічі вигравали премії на конкурсі BioMed Central Research Awards у 2011 і 2012 роках. У 2013 році журнал було визнано як науковий майданчик для активного обміну думками, який сприяє науковому прогресу.

## Подача публікації
Автор статті консультується з редакційною радою й обирає з запропонованого йому заздалегідь обраного списку рецензентів. Рецензенти оцінюють статтю, пишуть рецензії, які публікуються в журналі відкрито з підписами рецензентів (на відміну від сліпого анонімного рецензування) поруч з самою статтею. Прочитавши висновки рецензентів, автор сам вирішує, чи публікувати статтю.
Процес публікації коштує автору 2145 доларів США, проте редакція надає суттєві знижки авторам з країн з низьким рівнем доходів.

## Впливовість
З 2008 року журналу присвоюється імпакт-фактор за рейтингом Thomson Reuters.
| Рік  | Імпакт-фактор | Кількість статей | Кількість цитувань |
| ---- | ------------- | ---------------- | ------------------ |
| 2008 | 3.724         | 49               | 306                |
| 2009 | 3.322         | 47               | 523                |
| 2010 | 3.737         | 67               | 748                |
| 2011 | 4.017         | 63               | 979                |
| 2012 | 2.72          | 30               | 1046               |
| 2013 | 4.035         | 30               | 1274               |
| 2014 | 4.658         | 31               | 1445               |
| 2015 | 3.016         | 66               | 1411               |
| 2016 | 2.856         | 68               |                    |
| 2017 | 2.649         | 30               |                    |

Оцінити можна не лише фактор впливовості та індекс цитування статті, але й частоту відвідуваності кожної статті на сайті журналу.

## Індексація
Журнал індексується у багатьох наукометричних базах даних:
- Biological Abstracts
- BIOSIS Previews[en]
- CAS
- Citebase[en]
- DOAJ
- Embase[en]
- EMBiology[en]
- Google Scholar
- MEDLINE
- OAIster[en]
- PubMed
- PubMed Central
- Science Citation Index Expanded
- SCImago
- Scopus
- SOCOLAR[en]
- Zetoc

Повні тексти статей також доступні на платформі PubMed Central.